# Rebus (film 1989)
Rebus è un film del 1989 diretto da Massimo Guglielmi, tratto dall'omonimo racconto di Antonio Tabucchi, contenuto nella sua raccolta Piccoli equivoci senza importanza, il quale ha anche partecipato alla stesura della sceneggiatura.

## Trama
Un giovane basco, Raul, risponde a una inserzione e propone a Carabas, un anziano meccanico che l’ha pubblicata, di acquistare una Bugatti Royal Coupé de Ville del ‘27. Carabas spera che sia quella che lui cerca da anni e di cui gli è rimasto solo l’elefantino d’argento che era avvitato sul cofano dell’automobile. I due partono a bordo di una Citroen DS verso il confine, destinazione Biarritz dove Carabas trent’anni prima aveva corso un rally fino a San Sebastian insieme alla contessa Miryam Du Terrail, una donna bellissima, affascinante e misteriosa. Carabas aveva accettato di correre insieme a lei il rally e da un’attrazione reciproca era nato un grande e difficile amore. La donna non è sola, è legata a un marito equivoco, è attorniata da un gruppo di persone coinvolte in un complotto politico. I due tentano di fuggire insieme, lei, però, non si presenta all’appuntamento e sparisce insieme alla Bugatti, lasciandogli l’elefantino d’argento. Carabas deve risolvere il rebus e scoprire se la vettura in vendita è quella a cui manca la statuetta.